# Jakobikirchhof

Jakobikirchhof (rot markiert)

Der Jakobikirchhof in Lübeck ist ein öffentlicher Platz um die backsteingotische Jakobikirche, der an zwei Seiten mit Gebäuden der Kirchengemeinde bebaut ist.

## Lage
Der Kirchhof im Jakobi Quartier wird straßenseitig im Norden vom Koberg, im Osten von der Königstraße und im Westen von der Breiten Straße begrenzt. Zum Koberg wird er durch einen Hausriegel der Pastorenhäuser Jakobikirchhof Nrn. 1 – 4 sowie Koberg 7 abgeschlossen, bei denen es sich eigentlich nicht um Pastorenhäuser, sondern um Wohnhäuser für Kirchenmusiker handelt.  Das Pastorat befindet sich seit dem Mittelalter auf der Südseite des Jakobikirchhofs (Nrn. 5 und 6) sowie in der Königstraße 2.

## Jakobikirchhof Nrn. 1 – 4 mit Koberg 7

### Überblick

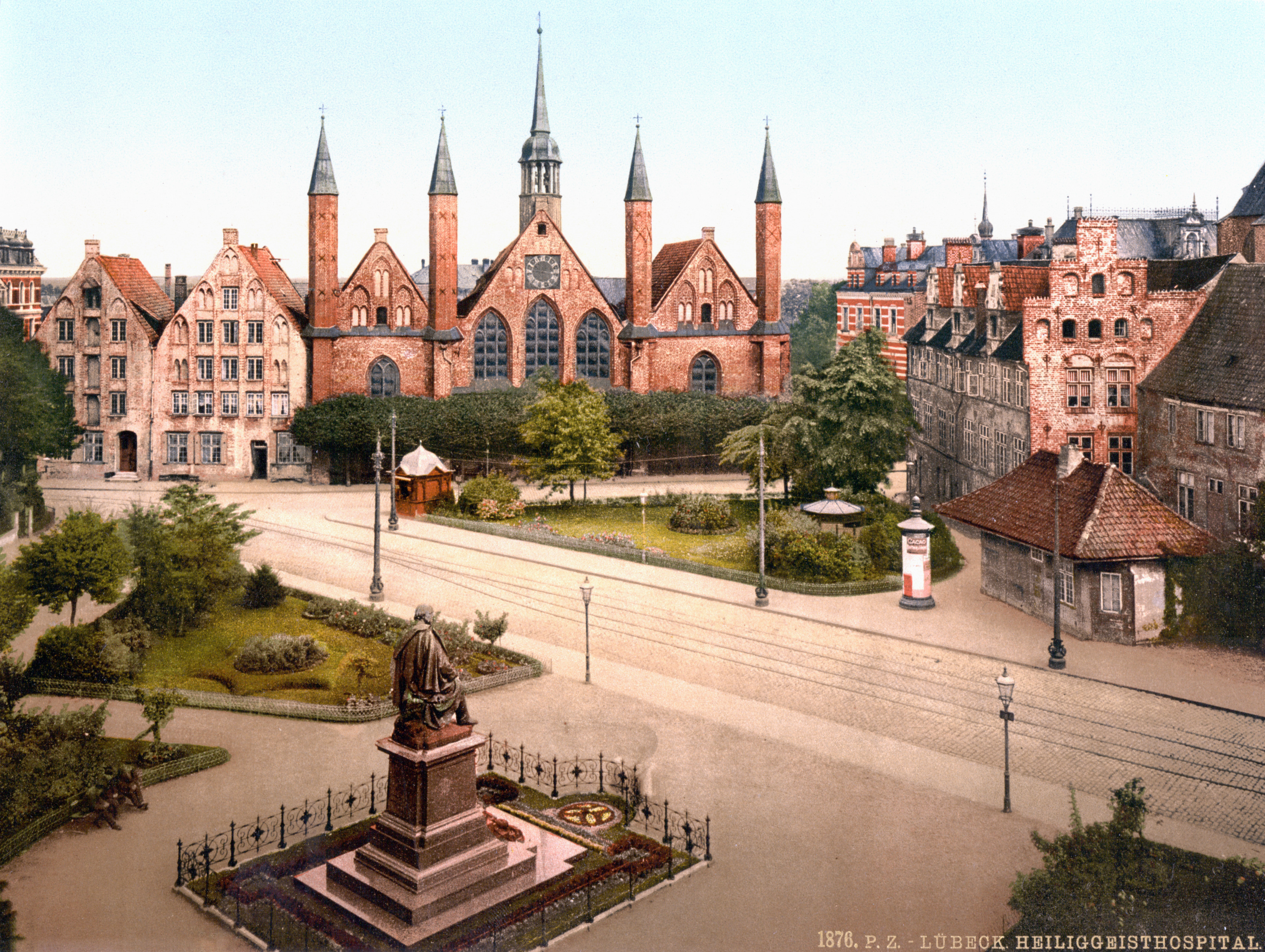
Jakobikirchhof Nr. 1–4 um 1900 vom Koberg aus (rechts im Bild)

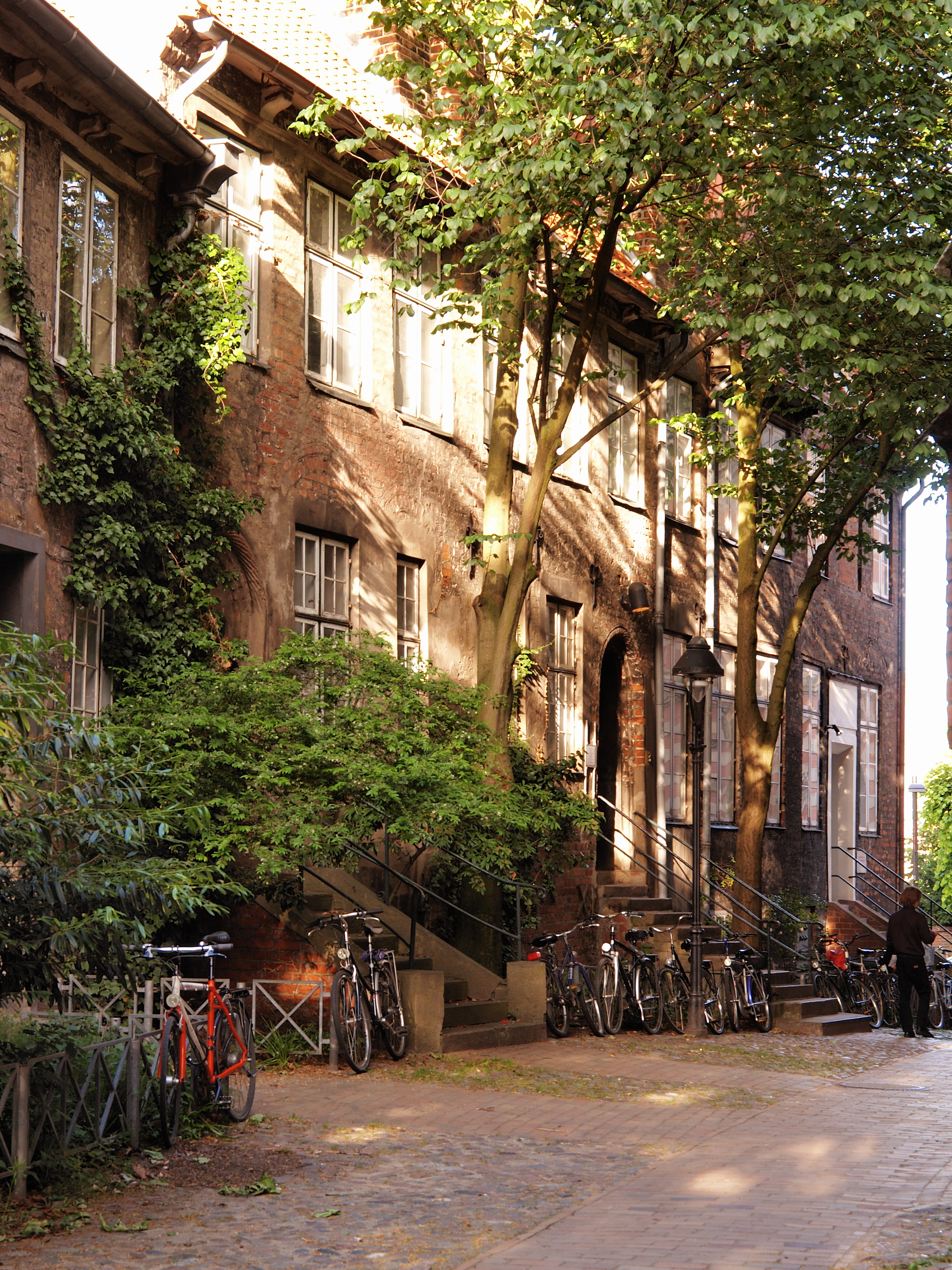
Kirchhofseite der Häuser

Dieser Gebäudekomplex stammt aus dem Jahr 1601 und wird derzeit (2009/10) mit der Hilfe der Deutschen Stiftung Denkmalschutz und der großen Lübecker Stiftungen wie der Possehl-Stiftung umfangreich saniert. Die von der Kirchhof-Seite über Eingangstreppen erschlossenen dreigeschossigen Traufhäuser haben zur städtebaulich relevanten Nordseite, die den südlichen Abschluss des Koberg bildet, eine gemeinsame Schaufassade, bei der bei den Fensterstürzen und bei den drei Gauben gehauener Naturstein den Backstein als Material aufwertet.

### Jakobikirchhof 1
Dieses zweigeschossige Haus wurde später errichtet und westlich an die ältere Bausubstanz angefügt. Der abgeschweifte Giebel erhielt seine heutige Form im späten 18. Jahrhundert. Das Haus enthält einen Raum mit einer bemalten Balkendecke des Barock, die neun Landschaftsszenen in Kassettenfeldern zeigt, die teilweise vom Alten Testament beeinflusst sind. Die Malweise deutet auf niederländische Einflüsse hin.
Im Anbau befindet sich das Hugo-Distler-Archiv.

### Jakobikirchhof 2
Die Häuser 1 und 2 wurden früher von der Jakobi-Knabenschule genutzt, die von der Tradition her auf das Jahr 1262 zurückging und eine der ältesten Schulen der Stadt war.

### Jakobikirchhof 3
In diesem Haus befinden sich historische bemalte Balkendecken.

### Jakobikirchhof 4

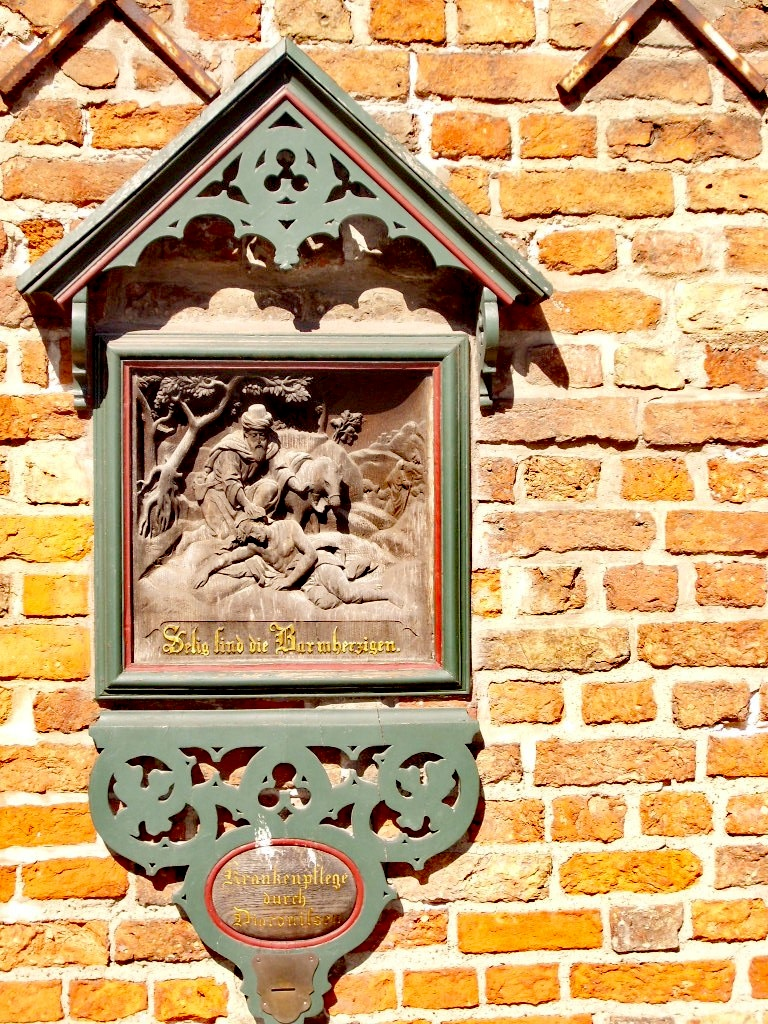
Opferstock an der Königstraße

An der schmalen Ostfassade zur Königstraße befindet sich ein alter Opferstock. Die Fassade wird von einer kleinen Doppelgaube aufgewertet.
Beseler weist im Inneren auf einen alten Treppenlauf aus dem 18. Jahrhundert hin. Ferner sind auch hier historische bemalte Balkendecken freigelegt worden.

### Rezeption des Ensembles
Berühmt wurden die Pastorenhäuser im 20. Jahrhundert durch das Gemälde der Koberg-Ansicht mit Jakobikirche von Oskar Kokoschka, der dieses Ensemble im September 1958 künstlerisch würdigte. Das Bild befindet sich heute in der Sammlung des Museums Behnhaus nur wenige Schritte entfernt.

## Jakobikirchhof Nrn. 5 und 6 mit Königstraße 2

### Jakobikirchhof 5 und 6
Beide Grundstücke gelangten 1290 in bereits bebautem Zustand als Geschenk des aus einer der bedeutenden Lübecker Ratsfamilien des 13. Jahrhunderts entstammenden Hennecke Wullenpunt an die Jakobikirche. Das Haus Nr. 5 wurde fortan als Pastorenhaus genutzt, die Nr. 6 von 1797 bis 1837 als Wohnhaus für Witwen der Prediger, danach als Wohnung des Turmbläsers. 1907 wurden die Häuser wegen Baufälligkeit bis auf die Keller abgerissen und auf den alten gotischen Kellern 1908 das heute bestehende neobarocke Pastorat nach Plänen der Architekten Carl Hahn und Alfred Runge im Stil des schleswig-holsteinischen Heimatschutzes errichtet. Auch dieses Gebäude steht heute unter Denkmalschutz.

### Königstraße 2

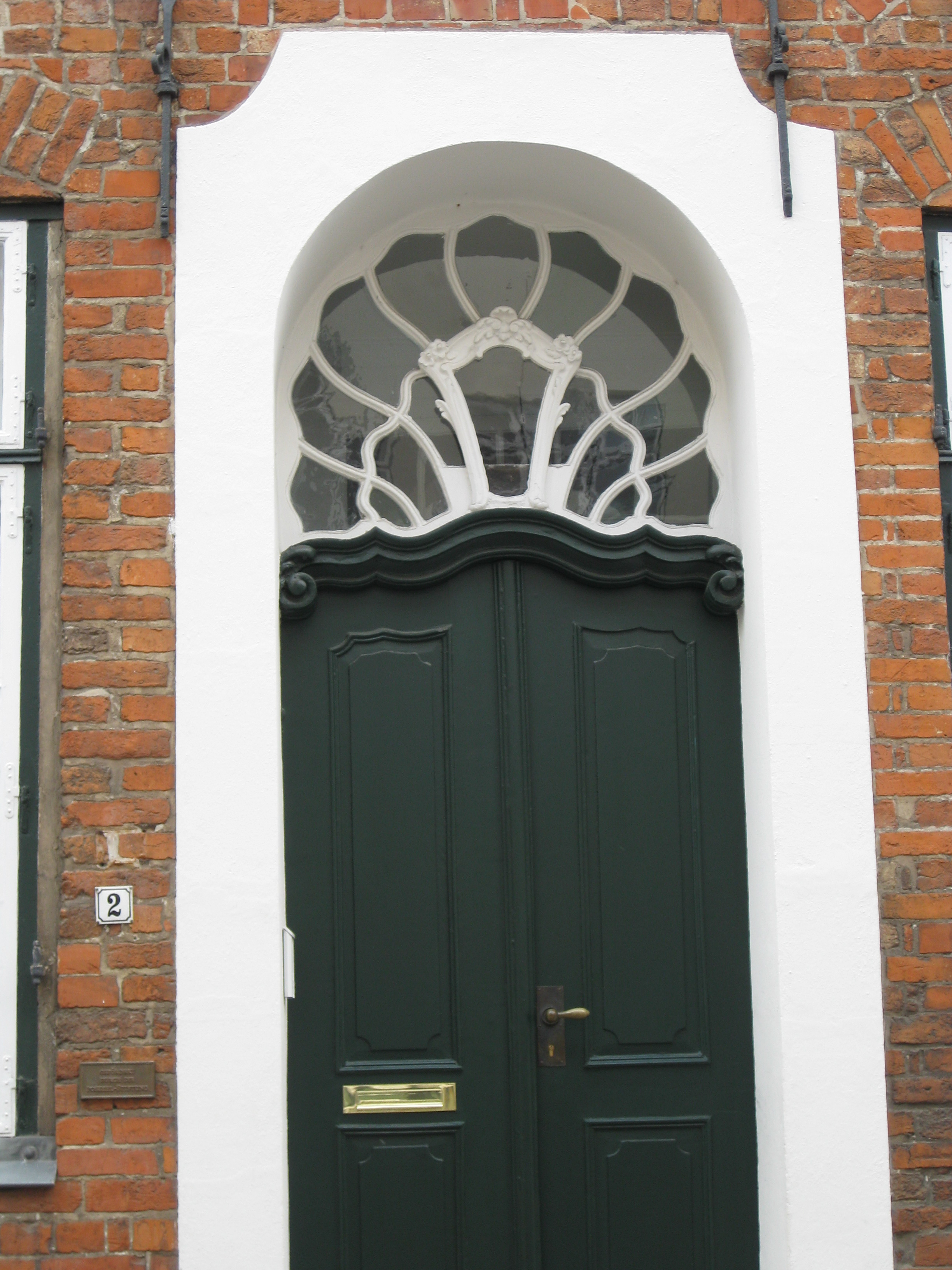
Rokoko-Portal Königstraße 2

Das Grundstück wurde 1307 erstmals als bebaut urkundlich erwähnt. Das kleine zweigeschossige Treppengiebelhaus der Renaissance wurde barock überformt. Das geputzte Portal zeigt ein aufwendiges Oberlicht im Stil des Rokoko. Das Haus wurde der Kirchengemeinde von St. Jakobi im Jahr 1575 geschenkt und fortan als Wohnung für den Prediger genutzt. Es steht unter Denkmalschutz.